# Federazione Industria Musicale Italiana

Beeldmerk van de FIMI

Federazione Industria Musicale Italiana (afgekort FIMI) is een vereniging die platenmaatschappijen vertegenwoordigt. Het is actief sinds 1992 en sinds maart 1995 publiceert het wekelijks de verkoop en distributie van de geluidsdrager in Italië, met het verspreiden van hitlijsten en officiële certificaten. Eerst in samenwerking met Nielsen Soundscan en daarna in 2010 met GfK Italië.
Het is de officiële bron voor Italiaanse recordgegevens over de verkoop en distributie van albums, verzamelalbums, muziek-dvd's en muziekdownload. De lijst van beste verkopende singles in Italië werd van kracht sinds februari 1997 en werd begin 2008 onderdrukt en definitief vervangen door de reeks bestaande lijst van de meest gedownloade nummers.
In 2013 werden de formulering 'Top of the Music' en het bij behoorde logo gemaakt om de lijsten en certificeringen te identificeren en te onderscheiden. FIMI is lid van de International Federation of the Phonographic Industry (IFPI).

## Hitlijsten
FIMI heeft de volgende hitlijsten
- Top Singoli (Single Top 100)
- Top Album (Album Top 100)
- Vinili (Vinyl Top 20)